# Obtorto collo
Obtorto collo (z lat., doslovně s křivým krkem) je latinská fráze, která se používá k označení přijetí vnějších podmínek proti vlastní vůli. Toto rčení se může přeložit ve smyslu „udělat něco neochotně“ nebo „je zapotřebí udělat“, popřípadě „dělat s kyselým obličejem“. 
V latinské literatuře toto úsloví používá např. Plautus, u Cicerona ho můžeme najít ve formě obtorta gula což znamená „s křivým jícnem“. Úsloví se používá i v moderní italštině pro vyjádření donucení k danému úkonu proti vlastní vůli.